# Беркенбрюк
Беркенбрюк (нім. Berkenbrück) — громада в Німеччині, розташована в землі Бранденбург. Входить до складу району Одер-Шпре. Складова частина об'єднання громад Одерфорланд.
Площа — 17,71 км2. Населення становить 1040 ос. (станом на 31 грудня 2020).

## Галерея

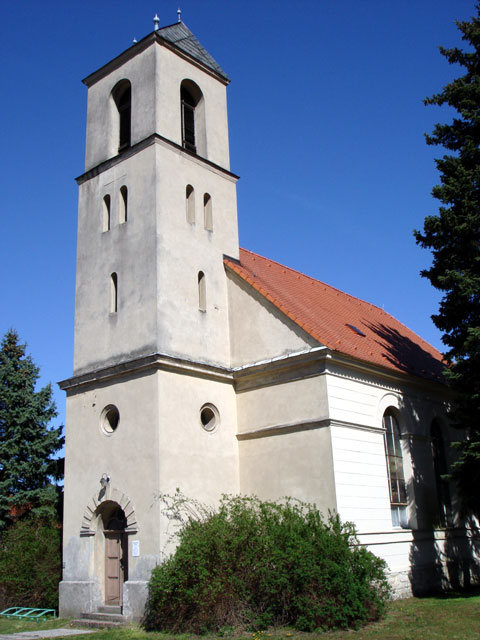